# 共同企業体
共同企業体（きょうどうきぎょうたい）とは、複数の異なる企業等が共同で事業を行う組織のこと。主として土木建築業界において、一つの工事を施工する際に複数の企業が共同で工事を受注し施工するための組織（パートナーシップ）のことを指す。合弁事業を意味する英語のjoint venture、略語JVと呼称している。

## 概要
大規模かつ高難度の工事の安定的施工の確保、ならびに優良な中小・中堅建設企業の振興などを図ることを目的に1951年（昭和26年）に建設省（現・国土交通省）において制度化され、運用が開始された。国土交通省発注工事においては「共同企業体運用準則」（昭和62年8月17日建設省中央建設業審議会発第12号）に基づいて運用されており、各地方公共団体においても同様の運用がなされている。
その目的によって「特定建設工事共同企業体（特定JV）」と「経常建設共同企業体（経常JV）」に分けられる。2011年には「地域維持型建設共同企業体（地域維持型JV）」の制度が新設されている。
なお、JVは民法上の組合に該当し、国税の課税においても「各構成員の出資額（=利益配分）」によってそれぞれに課税される、とされている。

### 特定JV

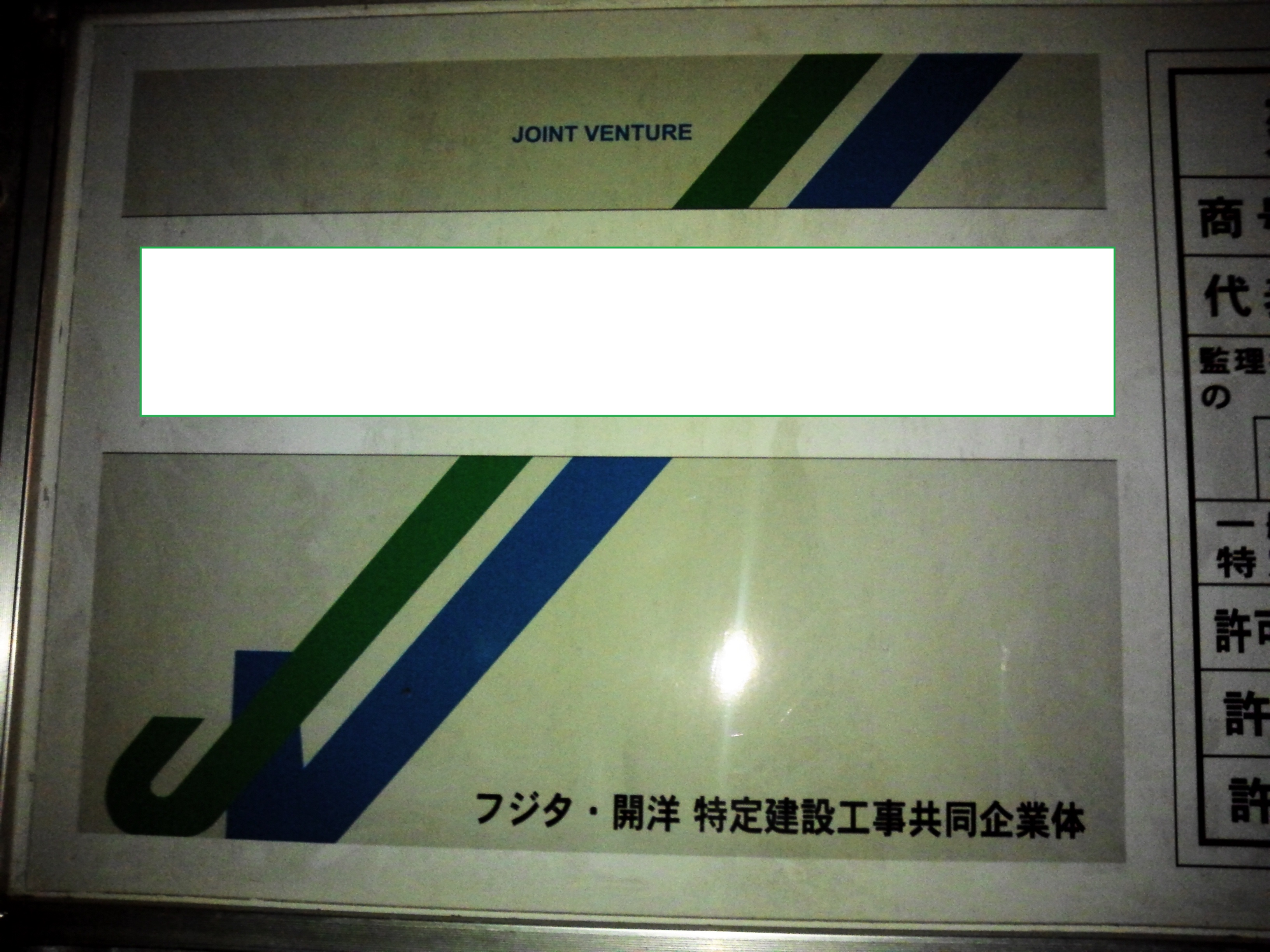
歩行者閲覧用特定JVの看板

建設業界はその範疇が広いため、総合建設業（ゼネコン）でさえ各企業間で業種の有無や、同じ業種であっても構造物（橋、トンネル、ダム、高層ビルなど）ごとの得手不得手による受注可能分野の偏りが生じることが多い。一方で、近年建設される大規模構造物は、様々な要素が複合して設計されていることが多く、各専門工事ごとに分割して発注することが困難な場合がある。これらを補う手法として、各分野に秀でた企業同士がJVを構成することで、一つの工事に対して総合的な受注・施工を行うことにより、円滑かつ速やかな施工を行うことができる。
特定JVは、発注される工事ごとに結成される。土木工事では一般的には2社または3社で結成されるが、高層ビルなどの建築工事などではより多数の企業で結成されることがある（横浜スタジアム建設の際には早期完成を図るために11社のJVが結成されたと言われている）。受注できなかったJVは、開札後結成は解消され、受注した企業体は、竣工後請負金請求まで存続する。
公共工事の場合、各工事の発注に関する公告が行われた時点で、発注機関に対してJVの結成を届け出る。各社の出資比率は、2社による場合は最低30%、3社による場合は最低20%とされている。最も出資比率の多い企業が幹事会社となり、工事受注・施工の際に主導的な立場となる。

### 経常JV
企業規模の小さい建設業者がJVを組織することがある。JVを組織することにより単体では受注できない規模の大きな工事を受注することが可能になり、受注機会の拡大につながり、利益の向上に寄与するとされている。
経常JVは中小企業等協同組合法に基づく事業協同組合と見なされ、単体企業同様に発注機関の入札参加資格審査申請時に申請を行うことで、一定期間単体企業同様の有資格建設業者として登録される。なお、国土交通省地方整備局所管工事の入札参加資格申請においては、2017年度（平成19年度）申請分より、経常JVの構成員企業が単体で入札参加資格を重複申請することができなくなった。
近年では地方公共団体においても入札方法の多様化などもあって受注機会を拡大しようとする傾向がある。このため、経常JV結成による組織規模の拡大が必ずしも受注機会の増加につながっていない事例も見受けられ、経常JVを解消するケースもある。

### 地域維持型JV
前項の経常JVを発展させたもので、地域の維持管理に不可欠な事業につき、地域の建設企業が継続的な協業関係を確保することにより、その実施体制を安定確保するために結成される共同企業体。維持管理系の工事・業務（修繕、パトロール、災害応急対応、除雪など）を受注する目的で結成され経常JV同様の運用がなされる。ただし、専任制に関する技術者要件が通常のJVよりもを緩和され、さらに単体企業との同時登録及び経常・特定JVとの同時結成・登録が可能な制度である。